# Parasyrphus magadanensis
Parasyrphus magadanensis är en tvåvingeart som beskrevs av Mutin 1991. Parasyrphus magadanensis ingår i släktet buskblomflugor, och familjen blomflugor. Inga underarter finns listade i Catalogue of Life.